# Dunas de Baní
El monumento natural Las Dunas de las Calderas, mejor conocidas como Las Dunas de Baní se encuentran en la Península de Las Calderas al este de la Bahía de Las Calderas, entre los poblados de Matanzas, Las Calderas y Las Salinas (Provincia Peravia, República Dominicana). El campo de dunas ocupa toda la península y se extiende por unos 15 km en línea recta en sentido este-oeste, su máxima anchura; en sentido norte-sur, su máximo es de 3 km pero generalmente es menor.
Las arenas de estas dunas son finas y bien seleccionadas, ricas en cuarzo y feldespatos, cuya alimentación procede de los sedimentos arrastrados desde el arroyo Bahía, cuya desembocadura está a unos 5 km; desde el río Baní, que desemboca a unos 12 km; e inclusive desde la desembocadura del río Nizao, a unos 25 km de distancia. Los sedimentos de estos cursos de agua son trabajados por la acción de las corrientes y el oleaje del Mar Caribe y la acción de los vientos en una dirección y a velocidades más o menos constantes, es responsable de la selección y acumulación de las arenas para formar las dunas, un fenómeno natural que se inició en el Pleistoceno. 
La altura máxima de las dunas alcanza 35 metros y se calcula, en forma conservadora, que existen 117.4 millones de metros cúbicos de finas arenas azules en esta área natural protegida, que presenta una gran belleza que no tiene paralelo en ninguna otra región de la isla y, quizás, del Caribe insular, comprendiendo en su totalidad un ecosistema de características muy especiales cuya conservación es de importancia prioritaria. 
La flora de este monumento natural se enmarca dentro de la zona ecológica del Bosque Seco Subtropical (Bs-S), aunque en la costa norte de la Bahía de las Calderas colindante con el campo de dunas y en las zonas inundadas, se encuentra el mangle rojo (Rhizophora mangle), seguido del mangle botón o falso mangle (Conocarpus erecta) en terrenos arenosos y secos. También quedan algunas muestras del mangle prieto (Avicennia germinans) y del mangle amarillo (Laguncularia racemosa). 
En las dunas, como árboles de anclaje o fijación, se encuentran el aceituno (Simarouba berteroana) - endémico de esta región - y el cambrón (Acacia macracantha). Otras especies presentes son la cotinilla (Metopium toxiferuna), guao (Comocladia dentata), uva de playa (Coccoloba uvifera), saona cimarrona (Ziziphus reticulata). Los cactus están representados por la alpargata (Consolea moniliformis), tuna brava (Opuntia dillenii), guasábara (Cylindropuntia caribaea), guasábara pilotera (Opuntia antillana), yaso (Harrisia nashii), cayucos (Lemairecereus hystrix y Pilocereus polygonus), el melón espinoso (Melocactus lemairei) y el bombillito (Mammillaria prolifera). 
La herpetofauna está representada por dos especies de pequeños lagartos de los géneros Leiocephalus y Ameiva. 
La avifauna está compuesta, entre otras, por la garza pechiblanca (Hydranasa tricolor), viuda o doctor (Himantopus himantopus), ti-ito (Charadrius voxiferus), flamenco (Phoenicopterus ruber), rey congo (Nyctanassa violacea), gaviotas (Sterna dougallii y S. maximus), tórtola aliblanca (Zenaida asiatica), rolita (Columbina passerina). 
En esta zona aparecen algunas áreas llanas ("vallecitos") formadas por sedimentos de playa que reciben el nombre de "salados" y que, en algunos casos, son invadidos temporalmente por aguas marinas, como es el caso de El Salado del Muerto.  En las dunas también se destaca el sendero de los caracoles, una reserva de fósiles prehistóricos y de valor arqueológico y manantiales de agua dulce bajo la arena que desaparecen en tiempos de sequía.
El área protegida cuenta con el sendero de Santanilla, con un recorrido de 1.5 kilómetros que permite disfrutar de los diferentes ambientes. En las dunas no existen ríos. Existe una zona de humedales salobres en el fondo de la bahía de Las Calderas y en el sector Punta Salinas.

## Galería

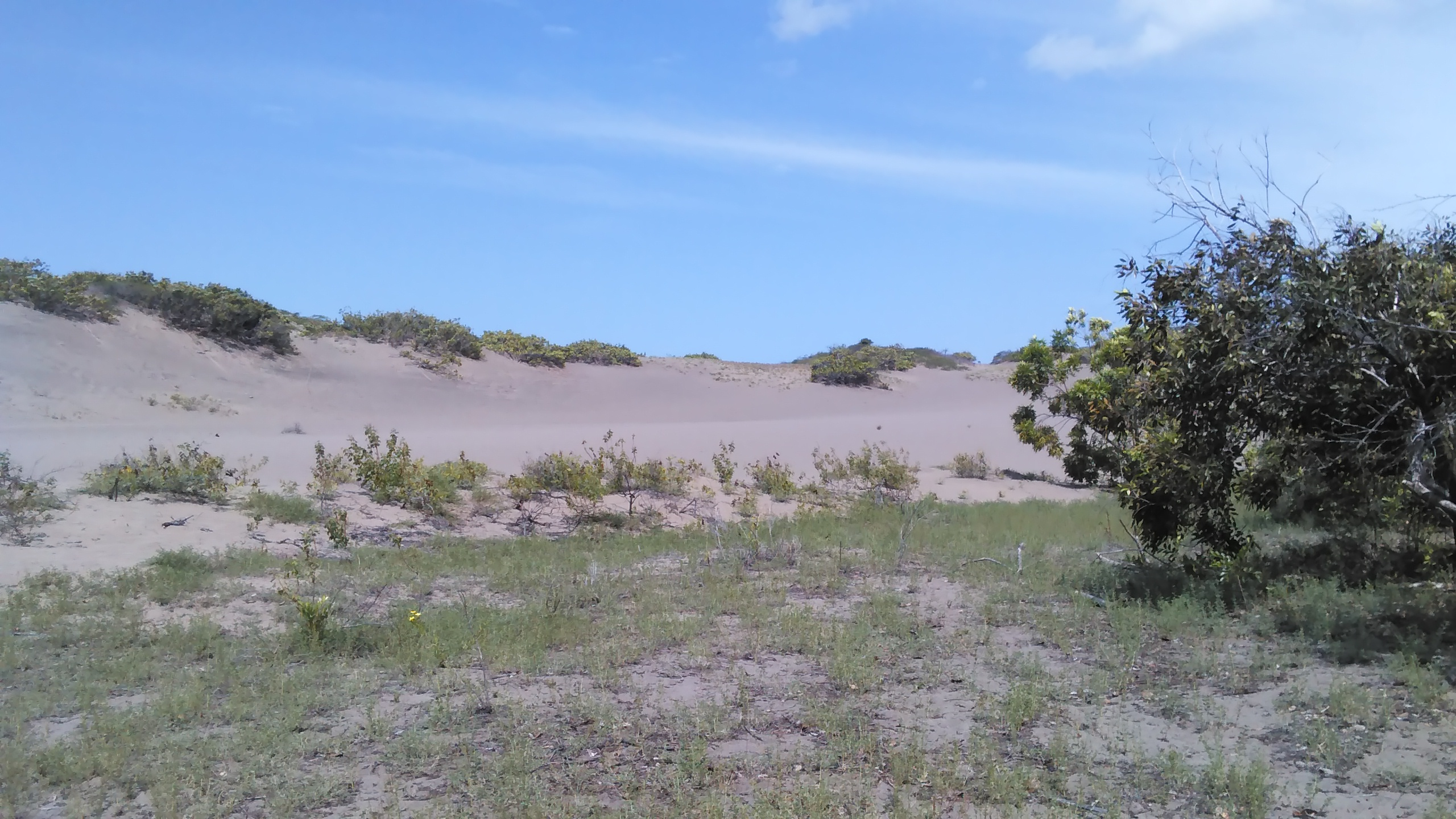
Vegetación Xerófila
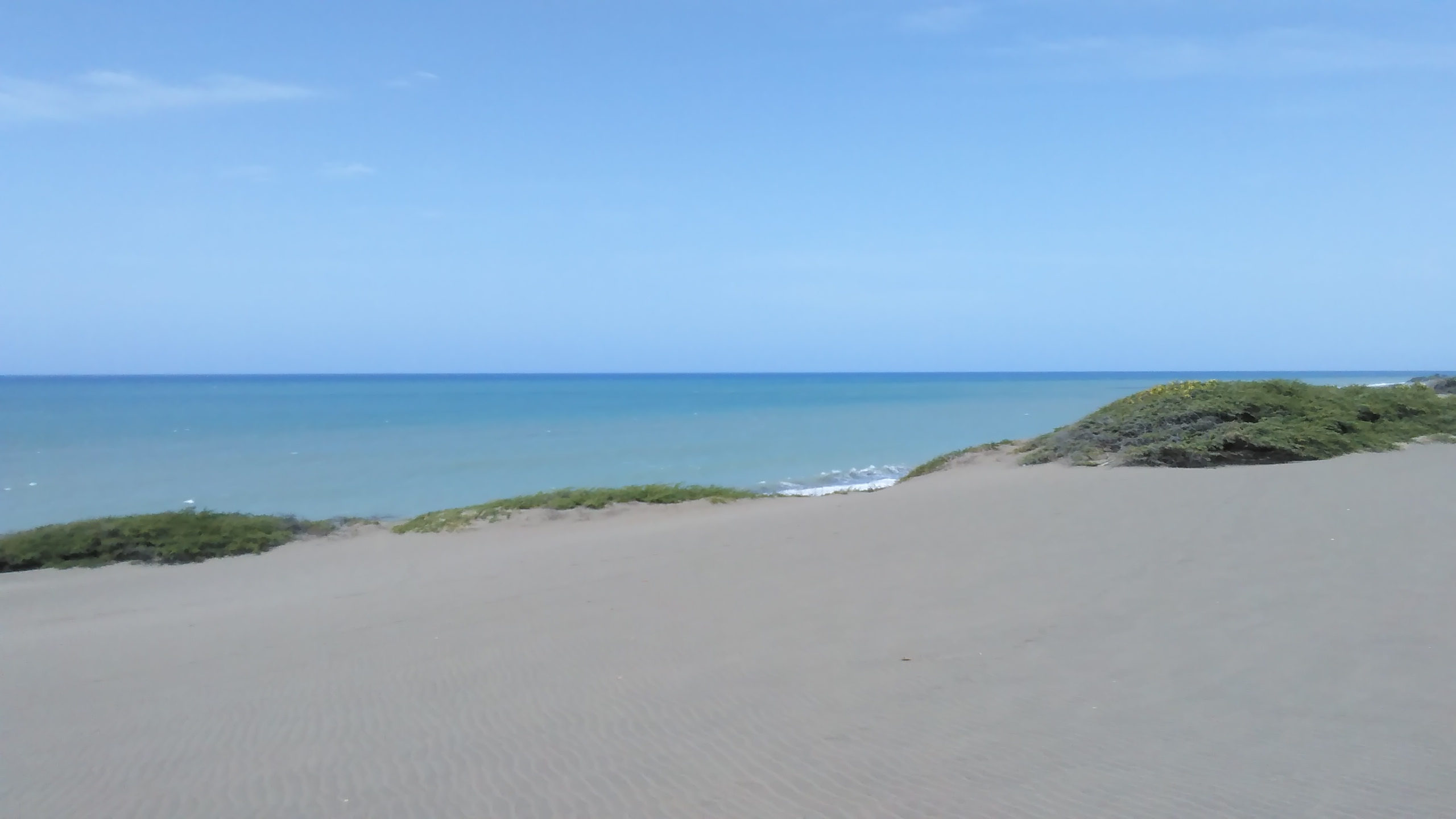
Cerca de El Derrumbao
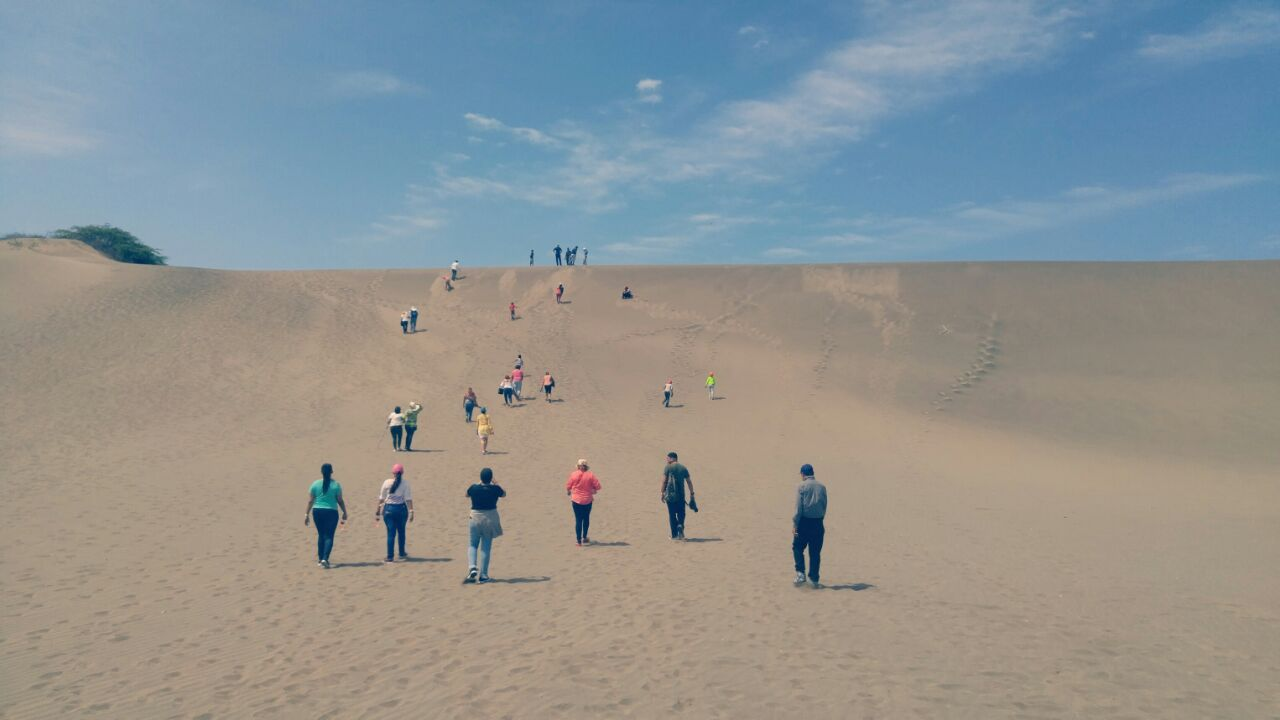
Duna Grande
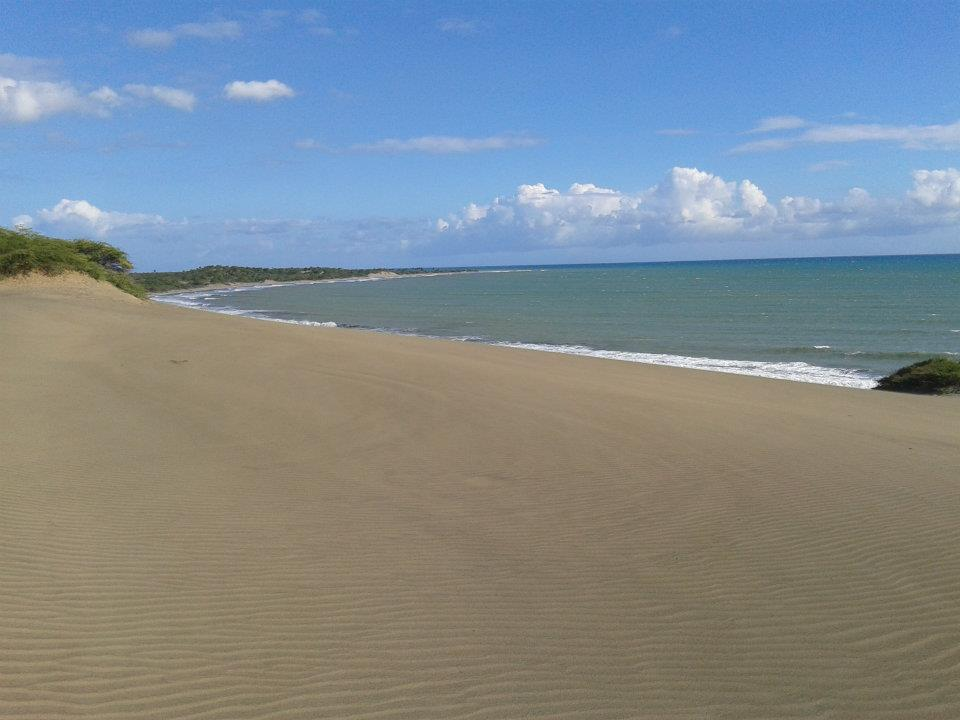
Costas de Las Dunas
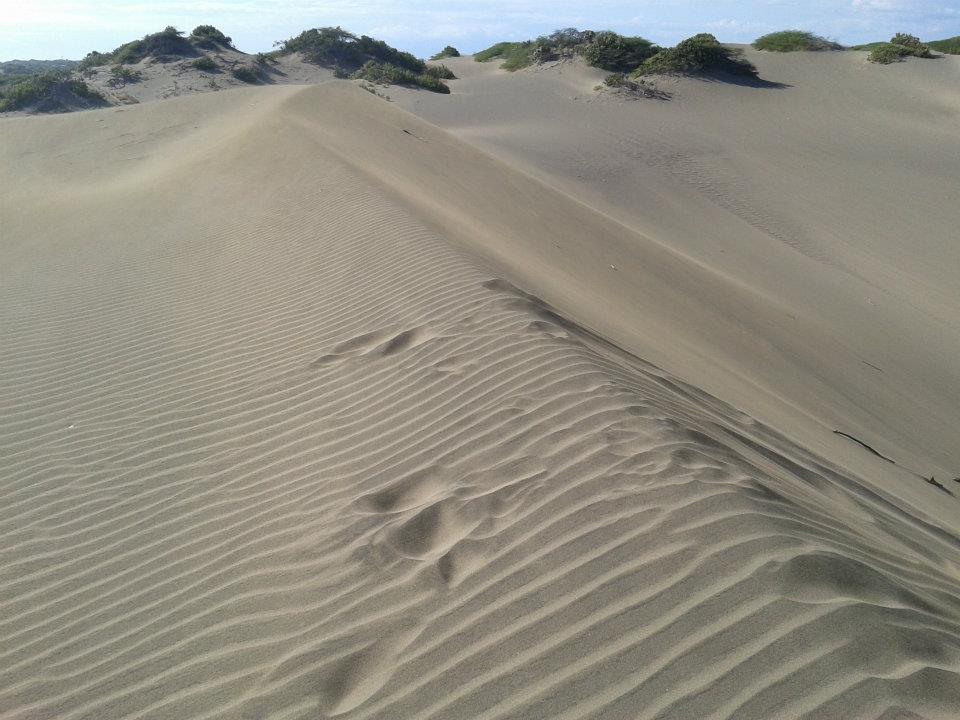
Arenas de las Dunas
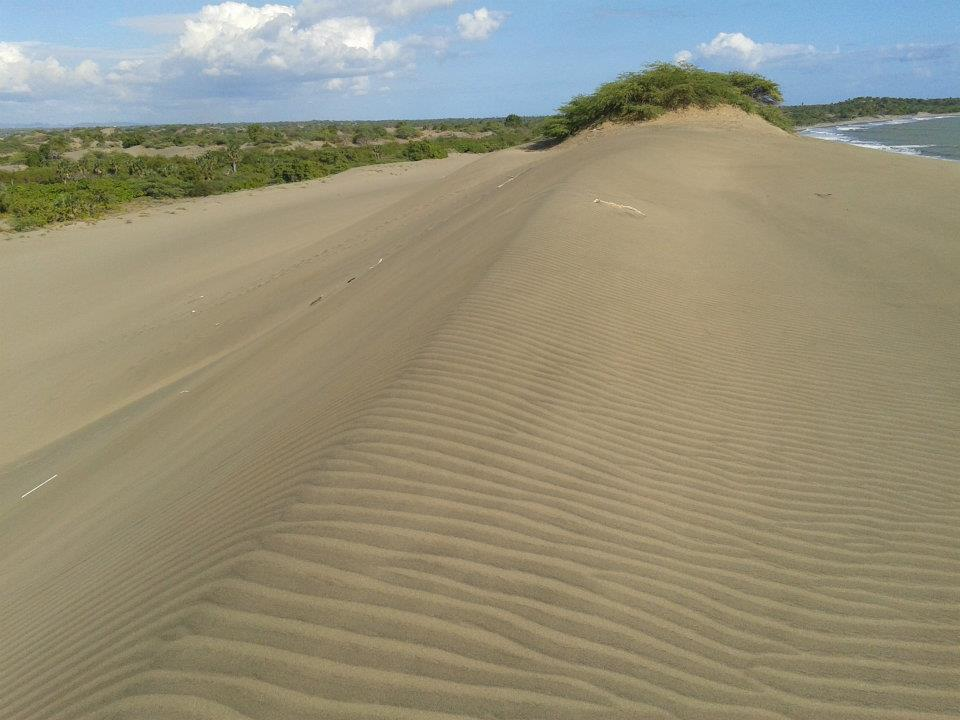
Cima de Las Dunas
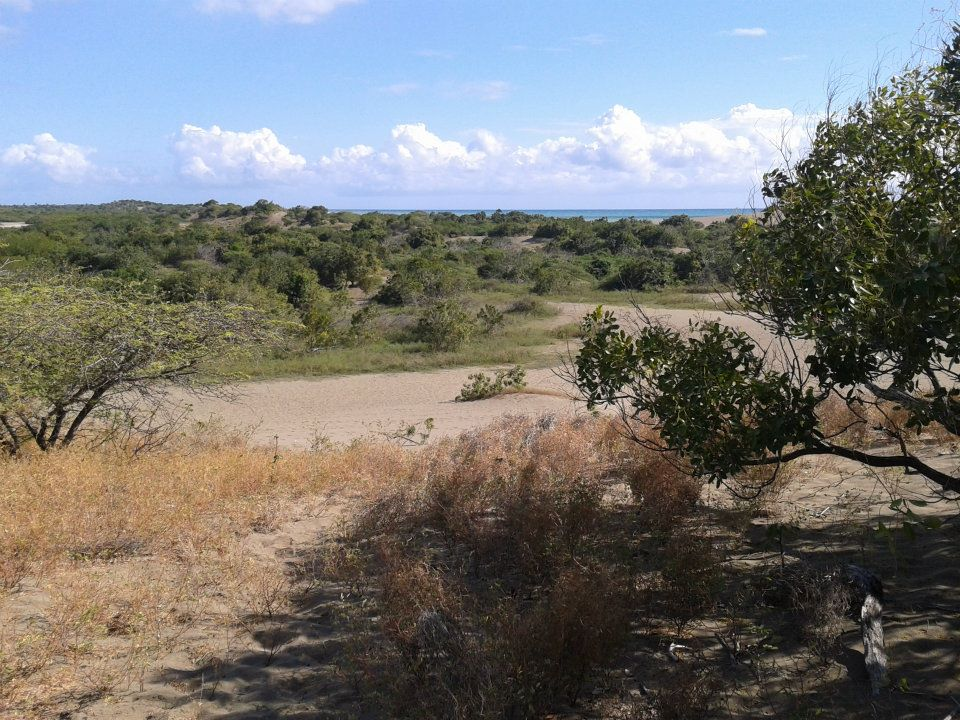
Paisaje de Las Dunas
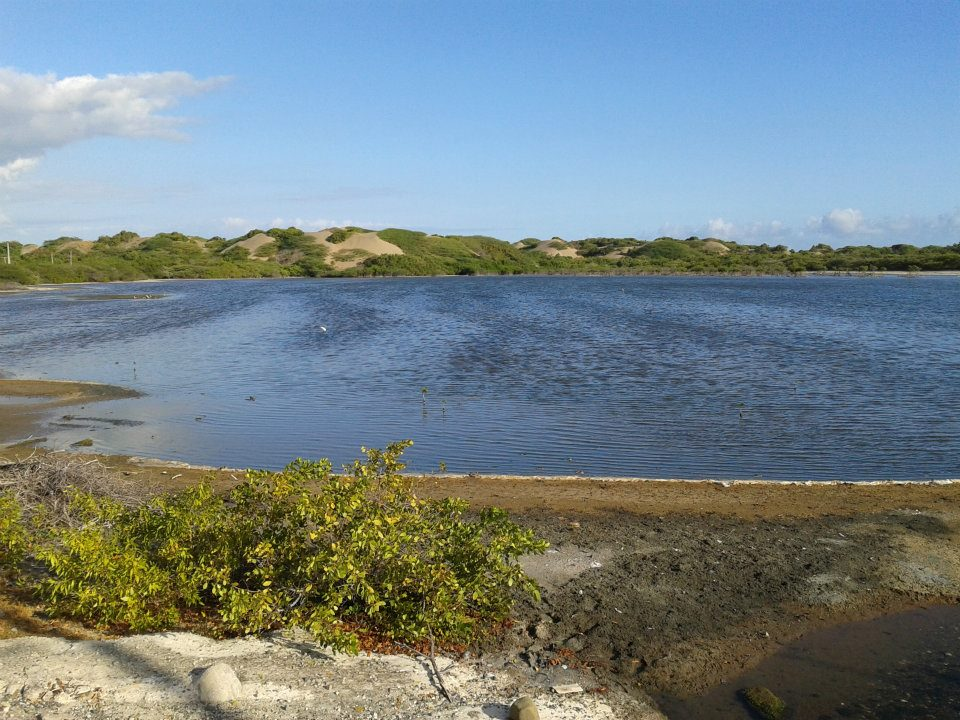
Laguna y Manglares de las Dunas de Baní